# Sausses
Sausses är en kommun i departementet Alpes-de-Haute-Provence i regionen Provence-Alpes-Côte d'Azur i sydöstra Frankrike. Kommunen ligger  i kantonen Entrevaux som ligger i arrondissementet Castellane. År 2022 hade Sausses 129 invånare.

## Befolkningsutveckling
Antalet invånare i kommunen Sausses
Referens: INSEE